# Sammie Moreels
Sammie Moreels (Gant, 27 de novembre de 1965) és un ciclista belga, ja retirat, que fou professional entre 1989 i 1996. En el seu palmarès destaquen les victòries al Gran Premi d'Isbergues de 1989, el Gran Premi Cholet-País del Loira de 1991, el Trofeu Laigueglia de 1992 i el Campionat de Flandes de 1993.

## Palmarès
- 1988
  - Vencedor d'una etapa del Circuit de La Sarthe
- 1989
  - 1r al Gran Premi d'Isbergues
  - 1r al Premi de Heusdden
  - Vencedor d'una etapa del Tour de Valclusa
- 1990
  - Vencedor d'una etapa de la Volta a Galícia
- 1991
  - 1r al Gran Premi Cholet-País del Loira
  - 1r al Gran Premi del cantó d'Argòvia
- 1992
  - 1r al Trofeu Laigueglia
  - 1r al Premi d'Izegem
- 1993
  - 1r al Campionat de Flandes
  - Vencedor d'una etapa de la Volta a Andalusia

### Resultats al Tour de França
- 1991. Abandona (16a etapa)
- 1992. 100è de la classificació general
- 1995. Abandona (9a etapa)